# Anthems: The Tour
Anthems: The Tour – pierwsza wspólna trasa koncertowa gitarzysty zespołu Queen, Briana Maya i Kerry Ellis, trwająca od 1 maja do 16 lipca 2011, obejmująca Anglię, Szkocję i Walię; obejmuje 14 koncertów.

## Setlista
1 maja:
1. Fanfare (w wykonaniu London Philharmonic Orchestra)
2. Show Must Go On (w wykonaniu West End Chorus)
3. Brian May – Speech
4. Hair The West End Chorus – Hair Medley

Adam Pascale:
1. Flying Home
2. Whispering/The Song of Purple Summer
3. You’ll Never Walk Alone
4. One Song Glory
5. Seasons of Love

Escala:
1. Sarabande
2. Live And Let Die
3. Feeling Good

Akt pierwszy – Brian May i Kerry Ellis:
1. Dangerland
2. I'm Not That Girl
3. I Can't Be Your Friend
4. Diamonds Are Forever
5. Somebody To Love
6. Last Horizon (Brian May solo)
7. Love of My Life
8. I Loved A Butterfly
9. Save Me
10. No-One but You (Only the Good Die Young)
11. You Have to be Theatre
12. Love It When You Call
13. We Will Rock You
14. We Are the Champions

Cathy Gilman, Chief Executive of Leaukemia i Lymphoma Research:
1. Speech

West End Chorus
1. Love Changes Everything

Akt drugi – Brian May i Kerry Ellis:
1. Dangerland
2. I'm Not That Girl
3. I Can't Be Your Friend
4. Diamonds Are Forever
5. Somebody To Love
6. Last Horizon (Brian May solo)
7. Love of My Life
8. I Loved a Butterfly
9. Save Me
10. No-One but You (Only the Good Die Young)
11. You Have to be There
12. Love It When Call
13. We Will Rock You
14. We Are the Champions

Bisy:
1. Anthem
2. Defying Gravity

Od 3 maja do 16 lipca:
1. Dangerland
2. I'm Not That Girl
3. I Can't Be Your Friend
4. Diamonds Are Forever
5. Somebody To Love
6. Crazy Little Thing Called Love (od 12 maja)
7. Last Horizon (lub Brighton Rock) (tylko w Glasgow)
8. Love of My Life
9. I Loved A Butterfly
10. Save Me
11. No-One but You (Only the Good Die Young) (Kerry Ellis solo)
12. You Have To Be There (wszystkie koncerty z wyjątkiem Gladeshead i Sheffield)
13. Love It When You Call
14. Defying Gravity (drugi bis w Liverpoolu)
15. We Will Rock You/We Are the Champions

Bisy:
1. Anthem
2. Tie Your Mother Down

## Daty koncertów
1. 1 maja 2011 – Londyn, Anglia – Royal Albert Hall (dwa koncerty; o 16.00 i 20. 00)
2. 3 maja 2011 – Liverpool, Anglia – Liverpool Filharmonic Hall
3. 5 maja 2011 – Gateshead, Anglia – Gateshead Sage
4. 8 maja 2011 – Nottingham, Anglia – Nottingham Royal Concert Hall
5. 9 maja 2011 – Birmingham, Anglia – Birmingham City Hall
6. 11 maja 2011 – Edynburg, Szkocja – Edinburgh Festival Theatre
7. 12 maja 2011 – Glasgow, Szkocja – Glasgow Royal Concert Hall
8. 14 maja 2011 – Cardiff, Walia – St. David’s Hall
9. 16 maja 2011 – Manchester, Anglia – Bridgewater Hall
10. 18 maja 2011 – Milton Keynes, Anglia – Milton Keynes Theatre
11. 19 maja 2011 – Southend-on-Sea, Anglia – Cliffs Pavilion
12. 21 maja 2011 – Bath, Anglia – The Forum
13. 11 czerwca 2011 – Londyn, Anglia – Hampton Court Palace Festival
14. 16 lipca 2011 – Cranwell, Anglia – RAF Cranwell

## Muzycy
- Kerry Ellis – wokal
- Brian May – gitara
- Stuart Morley – keyboard
- Jamie Humphries – gitara
- Neil Fairclough – bas
- Rufus Taylor – perkusja

## Artyści supportujący Briana i Kerry
- Adam Pascale (tylko Royal Albert Hall)
- Escala (tylko Royal Albert Hall)
- Vintage Trouble (wszystkie koncerty z wyjątkiem koncertów w Royal Albert Hall, Hampton Court Palace Festival i RAF Cranwell)